# Puliyur
Puliyur là một thị xã panchayat của quận Kapur thuộc bang Tamil Nadu, Ấn Độ.

## Địa lý
Puliyur có vị trí 10°38′B 78°50′Đ / 10,63°B 78,83°Đ Nó có độ cao trung bình là 106 mét (347 feet).

## Nhân khẩu
Theo điều tra dân số năm 2001 của Ấn Độ, Puliyur có dân số 10.845 người. Phái nam chiếm 51% tổng số dân và phái nữ chiếm 49%. Puliyur có tỷ lệ 69% biết đọc biết viết, cao hơn tỷ lệ trung bình toàn quốc là 59,5%: tỷ lệ cho phái nam là 79%, và tỷ lệ cho phái nữ là 59%. Tại Puliyur, 10% dân số nhỏ hơn 6 tuổi.